# Träskofiol
Träskofiol är ett stråkinstrument, liknande en violin och stämd på samma sätt, men ofta ett halvt tonsteg högre. 

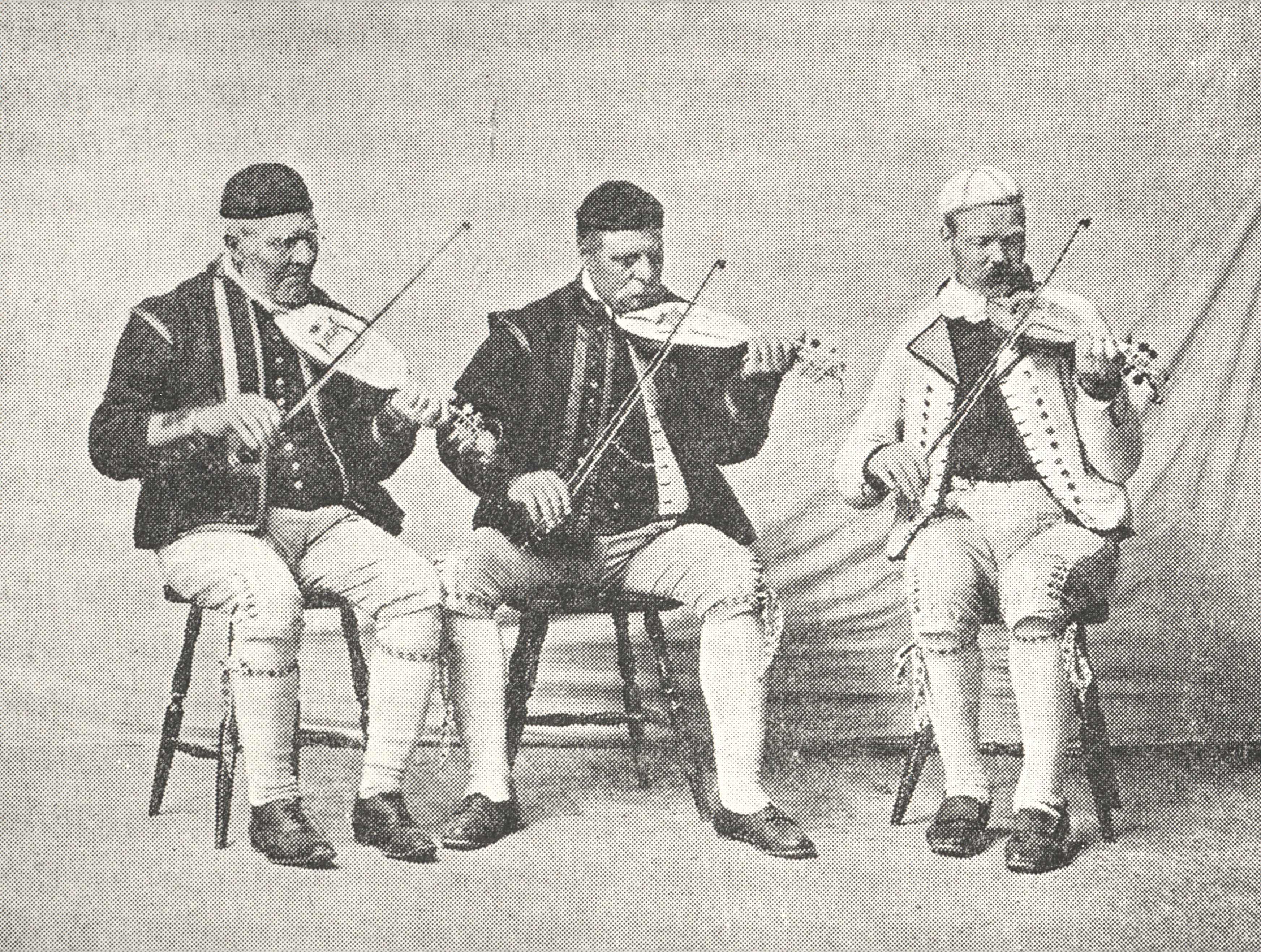
Källnatrion

Träskofiolen är ursprungligen en skånsk fattigmansfiol. Den är tillverkad av en träsko, oftast en högersko, som gröpts ur ytterligare och försetts med lock, stall, ljudhål, greppbräda och hals, precis som på en vanlig fiol. Träskofiolen har anor från slutet av 1700-talet, blev mer allmänt använd i Skåne i mitten av 1800-talet och mer riksbekant under 1930-talet, mycket tack vare den rikskända gruppen Källnatrion.

## Världsmästerskap
Världsmästerskap i träskofiol arrangeras av Skånes Spelmansförbund årligen sedan 2013, i likhet med VM i Nyckelharpa.  
- 2013 på festivalen FolkRot i Simontorp. Vinnare var Elna Carr.[3]
- 2014 på Degeberga spelmansstämma. Vinnare var Peter Pedersen.
- 2015 på Hagstadstämman. Vinnare var duon 'Sven Jönssons' med Eva Johansson och Peter Pedersen.
- 2016 på Klöva Hallar spelmansstämma till minne av Per Joel Berndtsson. Vinnare var Ninni Carr.
- 2017 på festivalen FolkRot i Simontorp. Vinnare var Ale Carr. [4]
- 2018 på Degeberga spelmansstämma. Vinnare var Peter Pedersen. [5]
- 2019 på festivalen FolkRot i Simontorp. Vinnare var Erika Risinger.
- 2020 på Tröls i Malmö. Vinnare var Ida Eriksson. [6]
- 2021 på Folkfest Malmö. Vinnare var Ale Carr.
- 2022 på Folkrots festivalen. Vinnare var Ninni Carr.
- 2023 på Malmö Live. Vinnare var Laif Carr.

## Träskofiolspelmän
Nedan listas nu levande träskofiolspelmän.[källa behövs]
- Peter Pedersen
- Lillemor Lundh Olsson
- Elna Carr
- Ale Carr
- Laif Carr
- Ninni Carr
- Eva Johansson
- Frida Höfling
- Ola Larsson
- Erika Risinger
- Julia Frölich
- Anna Rynefors
- Lukas Arvidsson
- Ida Eriksson
- Maria Wernberg
- Rickard Hallerbäck